# Cantata coral
Em música, Cantata coral é uma composição para vozes e instrumentos, principalmente no Barroco alemão, na qual o princípio orgânico são as palavras e a música em forma de coral. Normalmente uma cantata coral possui vários movimentos e partes. A maioria das cantatas corais foram escritas entre 1650 e 1750. Sem comparação, as mais famosas são de J. S. Bach, principalmente as escritas durante o seu período em Leipzig.

## Compositores
Compositores de cantatas corais inclusos:

### Barroco
- Samuel Scheidt
- Johann Andreas Herbst
- Johann Erasmus Kindermann
- Franz Tunder
- Nicolaus Bruhns
- Dieterich Buxtehude
- Johann Krieger
- Sebastian Knüpfer
- Johann Schelle
- Johann Pachelbel
- Johann Rosenmüller
- Johannes Crüger
- Joachim Gerstenbüttel
- Georg Bronner
- Christoph Graupner
- Johann Kuhnau
- Georg Philipp Telemann
- Johann Sebastian Bach

### Pós-Barroco
- Felix Mendelssohn
- Arnold Mendelssohn
- Max Reger